# Condado de Pike (Misuri)
El condado de Pike (en inglés: Pike County), fundado en 1818, es uno de 114 condados del estado estadounidense de Misuri. En el año 2007, el condado tenía una población de 18,351 habitantes y una densidad poblacional de 11 personas por km². La sede del condado es Bowling Green. El condado recibe su nombre en honor al soldado Zebulon Pike.

## Geografía
Según la Oficina del Censo, el condado tiene un área total de 1774 km² (684,9 mi²), de la cual 1743 km² (673 mi²) es tierra y 31 km² (12,0 mi²) (1.75%) es agua.

### Condados adyacentes
- Condado de Ralls (noroeste)
- Condado de Pike, Illinois (noreste)
- Condado de Calhoun, Illinois (este)
- Condado de Lincoln (sur)
- Condado de Montgomery (suroeste)
- Condado de Audrain (oeste)

## Demografía
Según la Oficina del Censo en 2000, los ingresos medios por hogar en el condado eran de $32,373, y los ingresos medios por familia eran $39,059. Los hombres tenían unos ingresos medios de $28,528 frente a los $19,426 para las mujeres. La renta per cápita para el condado era de $14,462. Alrededor del 11.90% de la población estaban por debajo del umbral de pobreza.

## Transporte

### Carreteras principales
- U.S. Route 54
- U.S. Route 61
- Ruta 79
- Ruta 161

## Localidades
| - Annada - Ashburn - Ashley - Bowling Green | - Clarksville - Curryville - Eolia - Frankford | - Louisiana - New Hartford - Paynesville - Tarrants |